# Jungwoo
Kim Jung-woo (hangul: 김정우; hanja: 金廷祐; rr: Gim Jeong-u; nascido em 19 de fevereiro de 1998), mais frequentemente creditado na carreira musical apenas como Jungwoo (hangul: 정우; rr: Jeongu), é um cantor, dançarino e apresentador sul-coreano. Jungwoo ganhou destaque como membro do grupo masculino NCT (incluindo sua subunidade NCT 127).

## Vida e carreira

### 1998–2020
Kim Jung-woo nasceu em Gunpo, Gyeonggi, Coreia do Sul, em 19 de fevereiro de 1998. Sua família consiste em seus pais e uma irmã mais velha. Frequentou a Gimpo Jeil Technical High School, onde se formou em engenharia mecânica (nível técnico). Desde de muito cedo Jungwoo já demostrava interesse na dança e ainda bem jovem mostrou talento na área, então, seguindo essa vocação, realizou uma audição para SM Entertainment obtendo exito e logo tornando-se trainee pela agência, onde treinou por três anos. Entre 2015 e 2016, participou de alguns concertos do SMRookies Show, usando uma mascara e representando o número 9. Em abril de 2017, Jungwoo foi apresentado oficialmente ao público como membro da equipe de treinamento SM Rookies, ao estrelar o vídeo musical da canção "Paper Umbrella" de Yesung.
Foi introduzido como membro do NCT em janeiro de 2018, sendo apresentado oficialmente no mês seguinte. Estreou como membro da subunidade NCT U com o lançamento da canção "Boss" em fevereiro do mesmo ano. A canção serviu como primeiro single do primeiro álbum de estúdio do NCT, intitulado NCT 2018 Empathy, lançado em 14 de março de 2018. O álbum estrou na segunda posição da Gaon Album Chart e foi certificado com um disco de platina pela KMCA, por mais de 300 mil cópias vendidas. Em meados de setembro de 2018, a SM Entertainment anunciou que o NCT 127 lançaria seu primeiro álbum de estúdio, intitulado Regular-Irregular, em 12 de outubro com a adição de Jungwoo, transformando a unidade de um grupo de 9 membros para um grupo de 10 membros. O lançamento do álbum foi liderado por uma performance da versão em inglês do single "Regular" e "Cherry Bomb" no Jimmy Kimmel Live! que também marcou a primeira aparição do grupo na televisão americana. O álbum estreou na primeira posição da Gaon Album Chart, além de estrear na #86 posição da Billboard 200, marcando a primeira aparição do grupo na parada de álbuns dos EUA com 8.000 cópias vendidas no país em sua primeira semana de vendas.
De 4 a 30 de janeiro de 2019, estrelou o Star Road: NCT 127 ao lado dos outros membros do NCT 127. No início de fevereiro participou do Idol Star Athletics Championships. O primeiro álbum de estúdio japonês do grupo, Awaken, foi lançado em 17 de abril de 2019. No mesmo mês, o NCT 127 assinou com a Capitol Music Group e a Caroline Distribution como parte de um acordo de distribuição mundial com a SM Entertainment, onde a CMG e a Caroline fornecem a distribuição e marketing para o grupo em vários territórios em todo o mundo. De abril a julho, estrelou o NCT 127 Hit the States, que mostra os bastidores da turnê NCT 127 1st Tour: NEO CITY - The Origin. Juntamente com os outros membros do NCT 127, Jungwoo estrelou o show de variedades NCT 127 Teach Me JAPAN!, sendo a primeira temporada exibida de junho a julho de 2019, e a segunda no mês de agosto daquele ano.
Em 16 de agosto de 2019, a SM Entertainment anunciou que Jungwoo entraria em um hiato devido a problemas de saúde, e em novembro daquele ano, a agência anunciou que sua saúde estava melhorando e ele possivelmente se juntaria ao NCT 127 em 2020. Após longos meses de recuperação, em 23 de janeiro de 2020 foi anunciado pela mídia coreana SPOTV News o retorno de Jungwoo para o grupo. Em março de 2020, o NCT 127 lançou seu segundo álbum de estúdio em coreano, Neo Zone. O álbum estreou no número cinco na Billboard 200 dos Estados Unidos com 83 mil cópias vendidas, tornando-se a primeira vez que o NCT 127 entrou no top 10 da Billboard 200, e estreou no número um no Gaon Album Chart da Coreia do Sul, tornando-se o quinto lançamento do grupo a realizar esse feito. O álbum fechou o mês de março com mais de 723 mil cópias vendidas apenas na Coreia do Sul. No mês seguinte fez parte do Star Road: The Return of NCT 127. Em abril do mesmo ano, estrelou o segundo episódio do ‘To You’, sendo um programa de estilo confessional onde um membro do NCT 127 faz uma mensagem de vídeo para outro membro e continua em uma rede de retransmissão. Ao lado de Doyoung, co-apresentou o programa Late Night Punch Punch Show em maio de 2020. De maio à junho, estrelou o show de variedades Office Final Round, onde o NCT 127 é dividido em três equipes que se enfrentam. De junho à julho do mesmo ano, apareceu no NCT 127 Baseball Team.
Em meados de setembro, o NCT anunciou o projeto NCT 2020, semelhante ao seu projeto NCT 2018, que combina membros de várias subunidades em um álbum. Em 20 de setembro, foi confirmado que o grupo estaria lançando seu segundo álbum, NCT 2020 Resonance Pt. 1 em 12 de outubro, apresentando todas as 4 unidades e 2 novos membros. Em sua pré-venda, o álbum ultrapassou a marca de 1 milhão de cópias vendidas apenas na Coreia do Sul. No álbum, Jungwoo participou das B-sides "Volcano" e "Dancing In The Rain" (ambas lançadas pelo NCT U) e "Music, Dance" (lançada pelo NCT 127). De setembro à outubro apareceu no web show NCT's Chinese Secret Tips. De outubro à dezembro de 2020, apareceu no reality show NCT World 2.0 ao lado dos outros membros do NCT. Para a segunda parte do segundo álbum do NCT, intitulado NCT 2020 Resonance Pt. 2 e lançado em 23 de novembro de 2020, Jungwoo participou de uma das faixas-título, "Work It". Também participou da B-side "Raise the Roof" (lançada pelo NCT U). Em dezembro do mesmo ano, apareceu como Jungeus em Workitpus Guardian, onde uma versão fictícia do NCT U são Deuses que se reúnem para um jantar e jogam jogos. Entre dezembro de 2020 e janeiro de 2021, apareceu no Star Road: NCT.

### 2021–presente
No início de agosto de 2021, foi apresentado pela MBC como um dos novos apresentadores do programa Show! Music Core, ao lado de Kim Min-ju e Lee Know. Jungwoo declarou: "Estou honrado em poder assumir a posição de MC do Music Core. Vou trabalhar muito para me tornar um MC que dá felicidade a todos com energia e alegria todas as semanas." A equipe de produção do programa comentou: "Jungwoo e Lee Know, que se juntaram como MC's, não só trarão uma nova vida ao programa com sua energia brilhante, mas também devem criar uma sinergia adorável com a atual MC Min-ju." Sua estreia oficial no programa ocorreu em 14 de agosto, onde apresentou um cover solo da canção "Smiling angel" de Sung Si-kyung e outro de "Walk" do grupo Cool, ao lado dos outros MC's durante a cerimônia de inauguração.

## Imagem
Jungwoo é frequentemente ligado a Taemin, do grupo SHINee, por causa de suas semelhanças, sendo essas mais evidentes durante o seu período como trainee.

## Filmografia
| Título                            | Ano  | Notas                                  |
| --------------------------------- | ---- | -------------------------------------- |
| Idol Star Athletics Championships | 2019 | 2019 Idol Star Athletics Championships |
| NCT 127 Teach Me JAPAN!           | 2019 | Membro regular                         |
| NCT World 2.0                     | 2020 | Membro regular                         |
| Show! Music Core                  | 2021 | Apresentador                           |

| Título                           | Ano        | Papel     | Notas                       |
| -------------------------------- | ---------- | --------- | --------------------------- |
| Johnny's Communication Center    | 2018– 2019 | Ele mesmo | Recorrente (Ep. 1, 5, 9–10) |
| Star Road: NCT 127               | 2019       | Ele mesmo | Membro regular              |
| NCT 127 Hit the States           | 2019       | Ele mesmo | Membro regular              |
| Star Road: The Return of NCT 127 | 2020       | Ele mesmo | Membro regular              |
| ‘To You’                         | 2020       | Ele mesmo | Membro regular              |
| Late Night Punch Punch Show      | 2020       | Ele mesmo | Apresentador                |
| Office Final Round               | 2020       | Ele mesmo | Membro regular              |
| NCT 127 Baseball Team            | 2020       | Ele mesmo | Membro regular              |
| NCT's Chinese Secret Tips        | 2020       | Ele mesmo | Membro regular              |
| Workitpus Guardian               | 2020       | Jungeus   | Membro regular              |
| Star Road: NCT                   | 2020– 2021 | Ele mesmo | Membro regular              |

| Canção           | Ano  | Artista(s) | Ref.  |
| ---------------- | ---- | ---------- | ----- |
| "Paper Umbrella" | 2017 | Yesung     | [ 8 ] |